# Saison 2015 de l'équipe cycliste Sky
La saison 2015 de l'équipe cycliste Sky est la sixième de cette équipe.

## Préparation de la saison 2015

### Sponsors et financement de l'équipe
Depuis sa création en 2010, l'équipe porte le nom de son principal sponsor, BSkyB. En juin 2013, la direction de l'équipe Sky annonce avoir signé un partenariat « de long terme » avec 21st Century Fox, nouveau groupe de médias issu de la scission de News Corporation, et dirigée par Rupert Murdoch. Ce nouveau partenariat se manifeste par l'apparition du logo de l'entreprise sur les équipements des coureurs à partir du Tour de France 2013,. Le budget de l'équipe pour l'année 2015 est de 18 millions d'euros.
Pinarello est le fournisseur de cycles de l'équipe Sky. Le contrat les liant est prolongé jusqu'en 2016 au cours de l'année 2013. Rapha (en) devient en 2013 le fournisseur de vêtements.

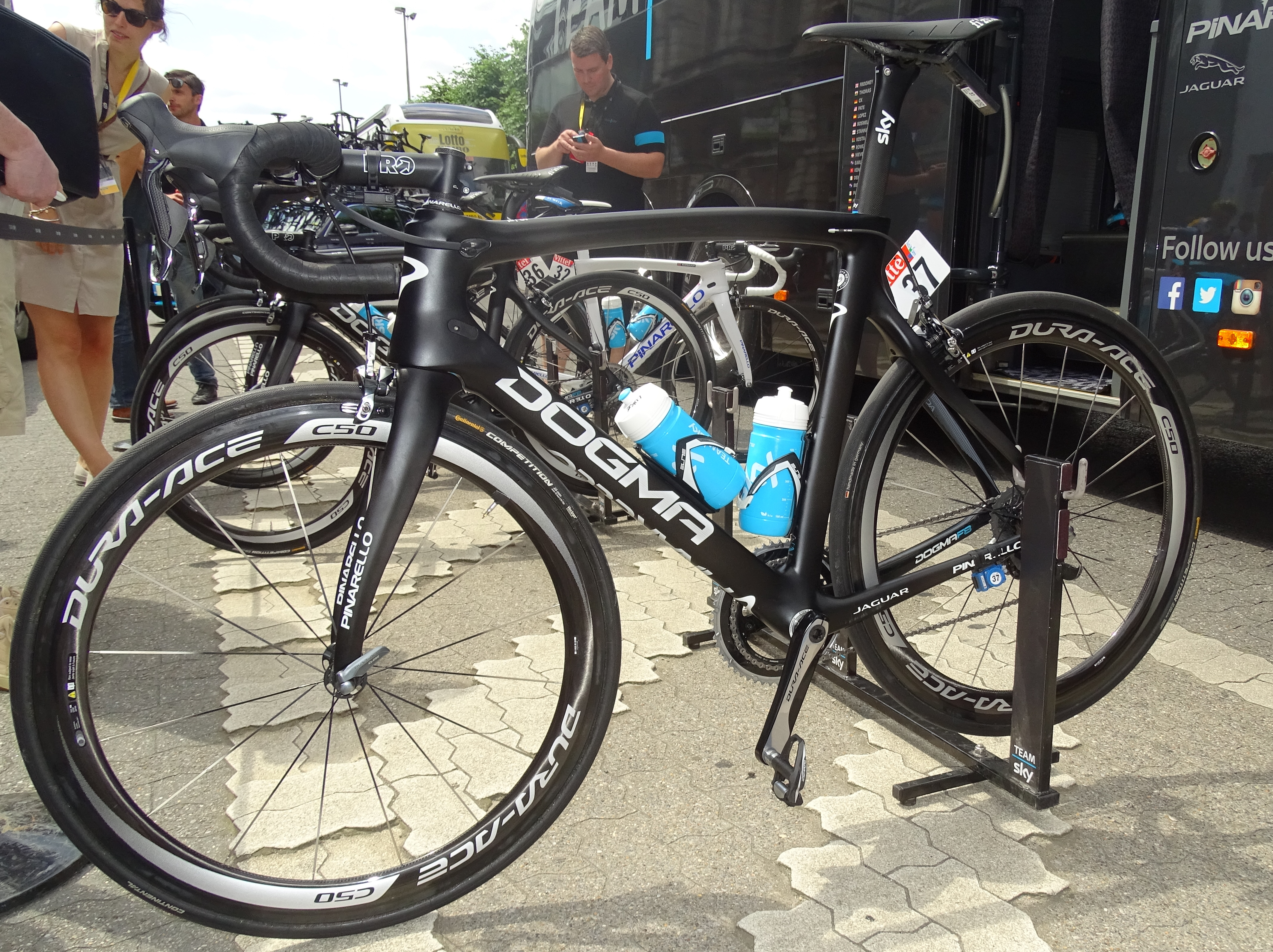
Pinarello Dogma F8 utilisé lors du Tour de France 2015.
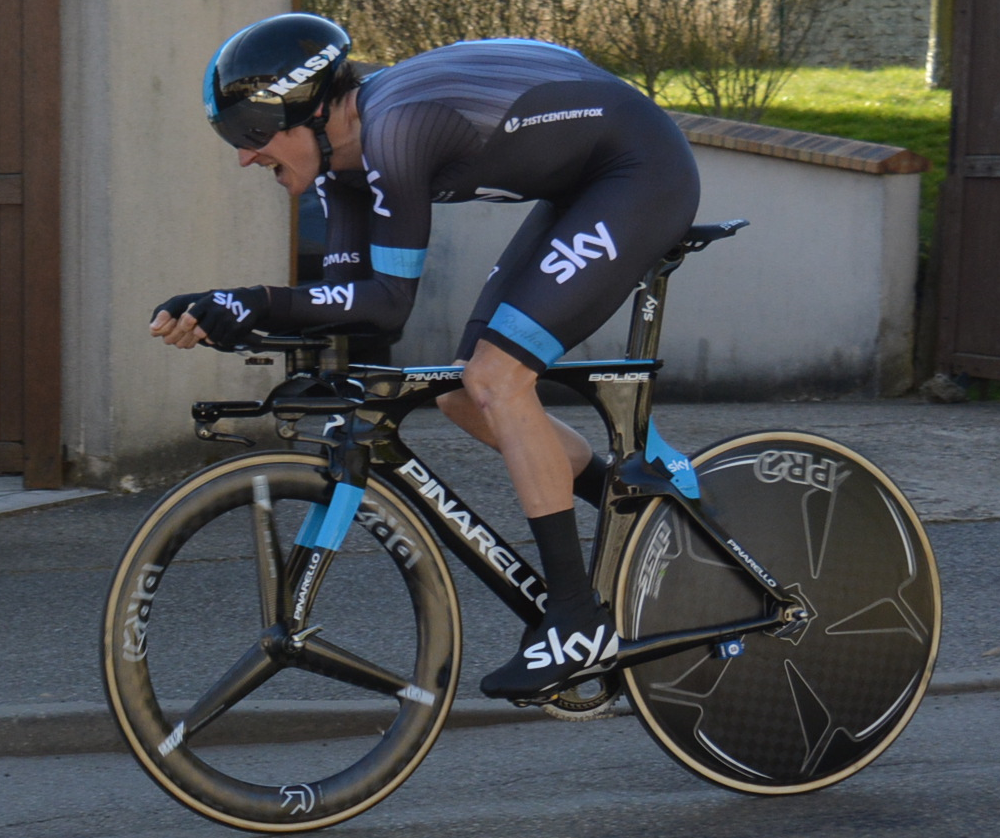
Geraint Thomas sur le Pinarello Bolide lors du Paris-Nice 2015.
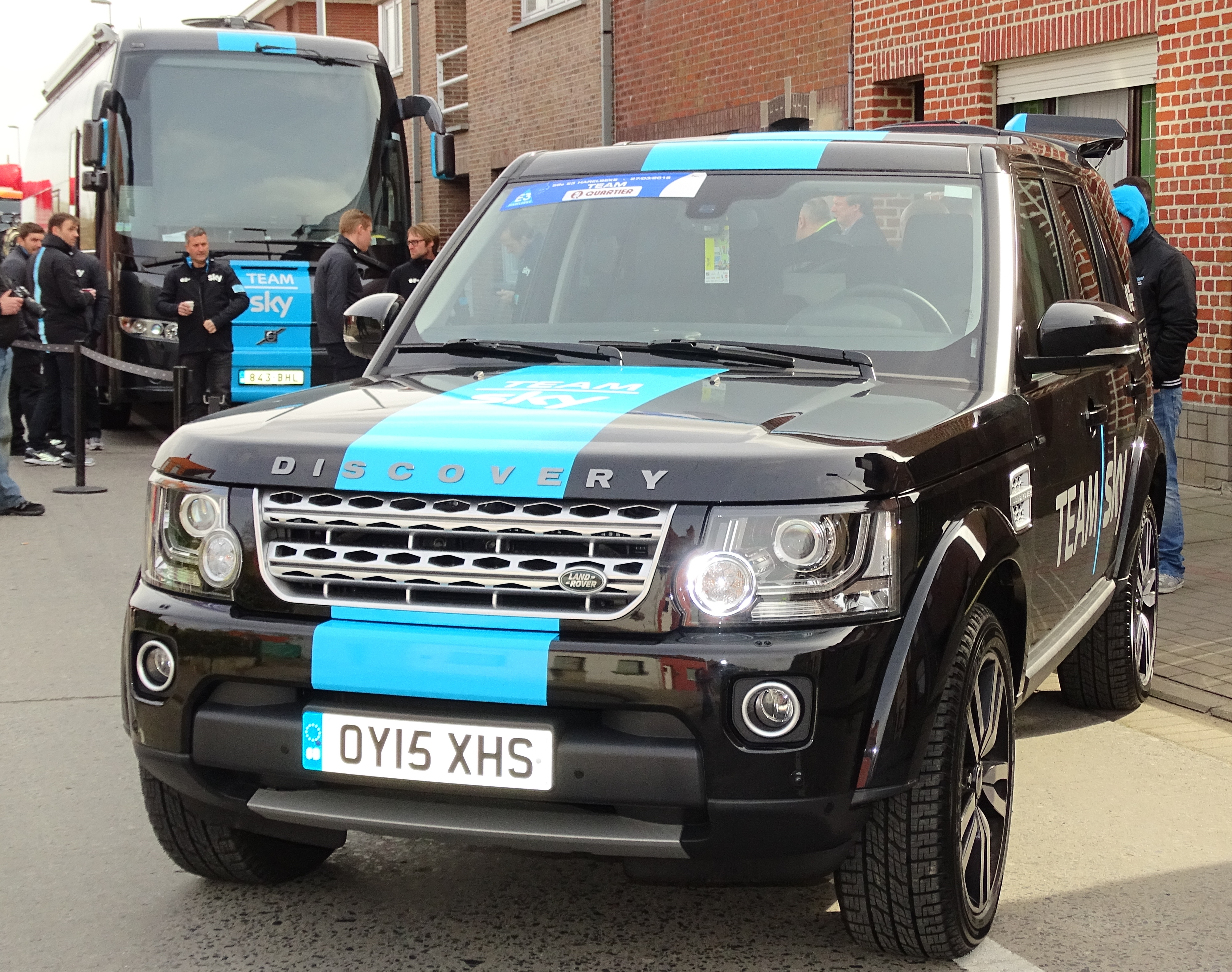
Land Rover Discovery 4 de l'équipe lors du Grand Prix E3 2015.
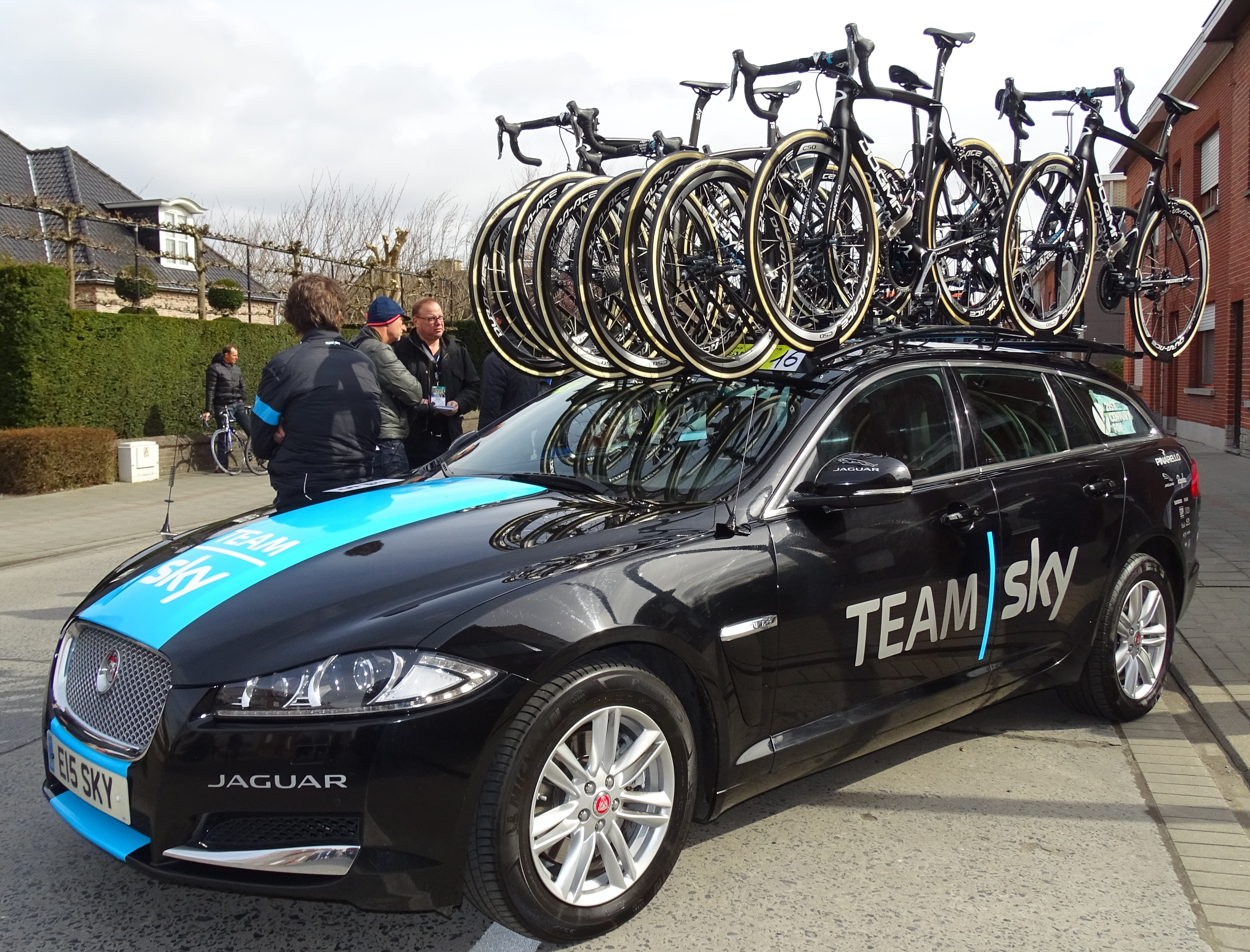
Jaguar XF de l'équipe lors du Grand Prix E3 2015.

### Arrivées et départs
| Arrivées             | Équipe 2014             |
| -------------------- | ----------------------- |
| Andrew Fenn          | Omega Pharma-Quick Step |
| Leopold König        | NetApp-Endura           |
| Lars Petter Nordhaug | Belkin                  |
| Wout Poels           | Omega Pharma-Quick Step |
| Nicolas Roche        | Tinkoff-Saxo            |
| Elia Viviani         | Cannondale              |

| Départs                | Équipe 2015           |
| ---------------------- | --------------------- |
| Edvald Boasson Hagen   | MTN-Qhubeka           |
| Dario Cataldo          | Astana                |
| Joe Dombrowski         | Cannondale-Garmin     |
| Joshua Edmondson       | An Post-ChainReaction |
| Jonathan Tiernan-Locke | suspension            |

## Déroulement de la saison

### Mai-juin
Le leader de Sky au Tour d'Italie est Richie Porte, l'un des favoris de cette course. Leopold König, Mikel Nieve et Sergio Henao sont sélectionnés pour l'épauler en montagne. Ses autres équipiers sont Salvatore Puccio, Bernhard Eisel, Vasil Kiryienka, et Kanstantsin Siutsou. Enfin Elia Viviani doit se mêler aux sprints. Cette équipe obtient un résultat décevant au contre-la-montre par équipes qui ouvre ce Giro. Elle en prend la neuvième place, plaçant Porte à vingt secondes d'Alberto Contador au classement général. Le lendemain, Viviani s'impose au sprint à Gênes. C'est sa première victoire dans un grand tour, et la première pour Sky depuis 2013.

## Coureurs et encadrement technique

### Effectif
| Cycliste             | Date de naissance | Nationalité | Équipe 2014             |  |
| -------------------- | ----------------- | ----------- | ----------------------- |  |
| Ian Boswell          | 7 février 1991    | États-Unis  | Sky                     |  |
| Philip Deignan       | 7 septembre 1983  | Irlande     | Sky                     |  |
| Nathan Earle         | 4 juin 1988       | Australie   | Sky                     |  |
| Bernhard Eisel       | 17 février 1981   | Autriche    | Sky                     |  |
| Andrew Fenn          | 1er juillet 1990  | Royaume-Uni | Omega Pharma-Quick Step |  |
| Christopher Froome   | 20 mai 1985       | Royaume-Uni | Sky                     |  |
| Sebastián Henao      | 5 août 1993       | Colombie    | Sky                     |  |
| Sergio Henao         | 10 décembre 1987  | Colombie    | Sky                     |  |
| Peter Kennaugh       | 15 juin 1989      | Royaume-Uni | Sky                     |  |
| Vasil Kiryienka      | 28 juin 1981      | Biélorussie | Sky                     |  |
| Christian Knees      | 5 mars 1981       | Allemagne   | Sky                     |  |
| Leopold König        | 15 novembre 1987  | Tchéquie    | NetApp-Endura           |  |
| David López García   | 13 mai 1981       | Espagne     | Sky                     |  |
| Mikel Nieve          | 26 mai 1984       | Espagne     | Sky                     |  |
| Lars Petter Nordhaug | 14 mai 1984       | Norvège     | Belkin                  |  |
| Danny Pate           | 24 mars 1979      | États-Unis  | Sky                     |  |
| Wout Poels           | 1er octobre 1987  | Pays-Bas    | Omega Pharma-Quick Step |  |
| Richie Porte         | 30 janvier 1985   | Australie   | Sky                     |  |
| Salvatore Puccio     | 31 août 1989      | Italie      | Sky                     |  |
| Nicolas Roche        | 3 juillet 1984    | Irlande     | Tinkoff-Saxo            |  |
| Luke Rowe            | 10 mars 1990      | Royaume-Uni | Sky                     |  |
| Kanstantsin Siutsou  | 9 août 1982       | Biélorussie | Sky                     |  |
| Ian Stannard         | 25 mai 1987       | Royaume-Uni | Sky                     |  |
| Christopher Sutton   | 10 septembre 1984 | Australie   | Sky                     |  |
| Ben Swift            | 5 novembre 1987   | Royaume-Uni | Sky                     |  |
| Geraint Thomas       | 25 mai 1986       | Royaume-Uni | Sky                     |  |
| Elia Viviani         | 7 février 1989    | Italie      | Cannondale              |  |
| Bradley Wiggins      | 28 avril 1980     | Royaume-Uni | Sky                     |  |
| Xabier Zandio        | 17 mars 1977      | Espagne     | Sky                     |  |
| Stagiaire            | Date de naissance | Nationalité | Équipe 2015             |  |
| Tao Geoghegan Hart   | 30 mars 1995      | Royaume-Uni | Axeon                   |  |
| Alex Peters          | 31 mars 1994      | Royaume-Uni | SEG Racing              |  |

Portraits
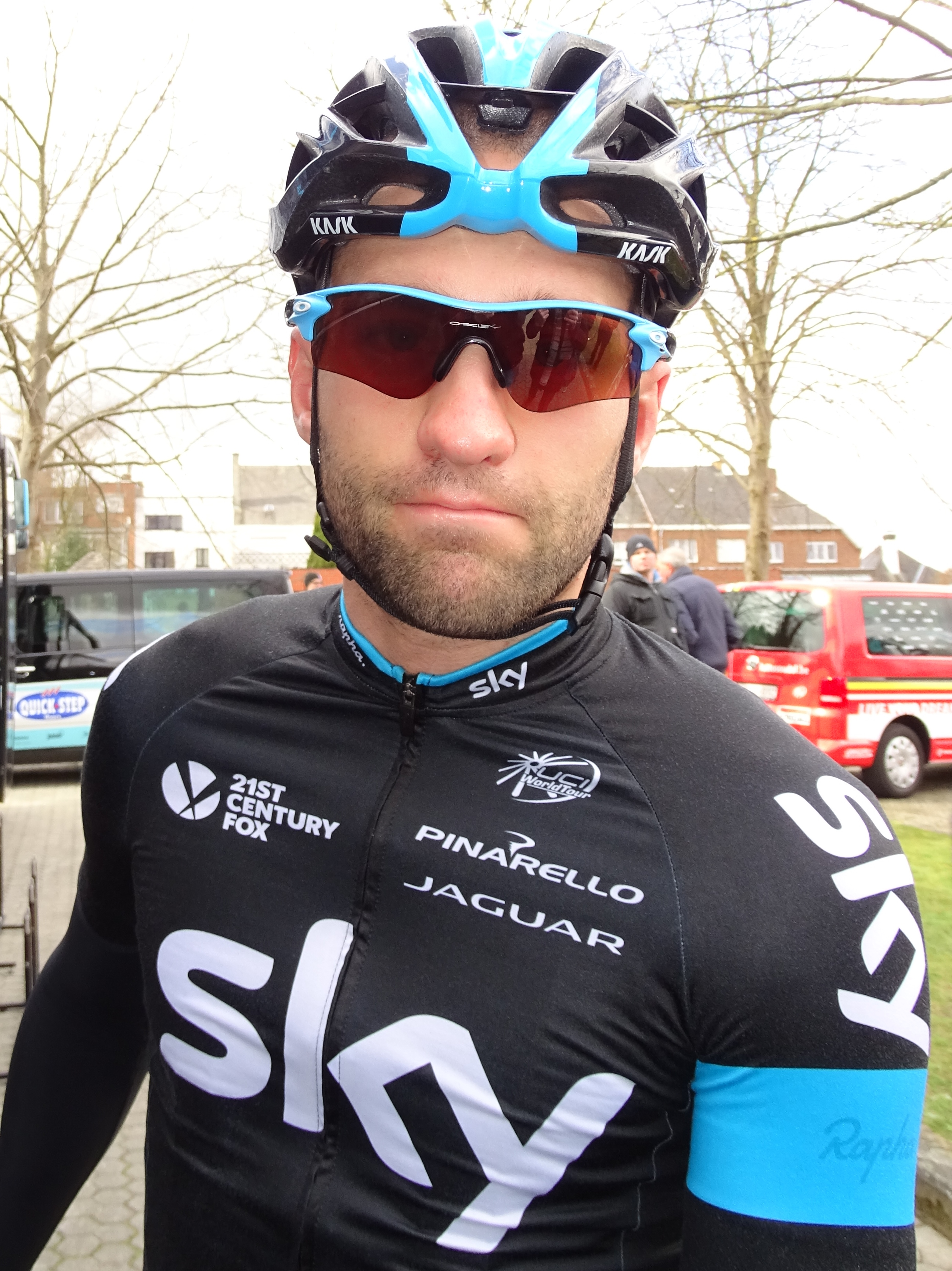
Nathan Earle.
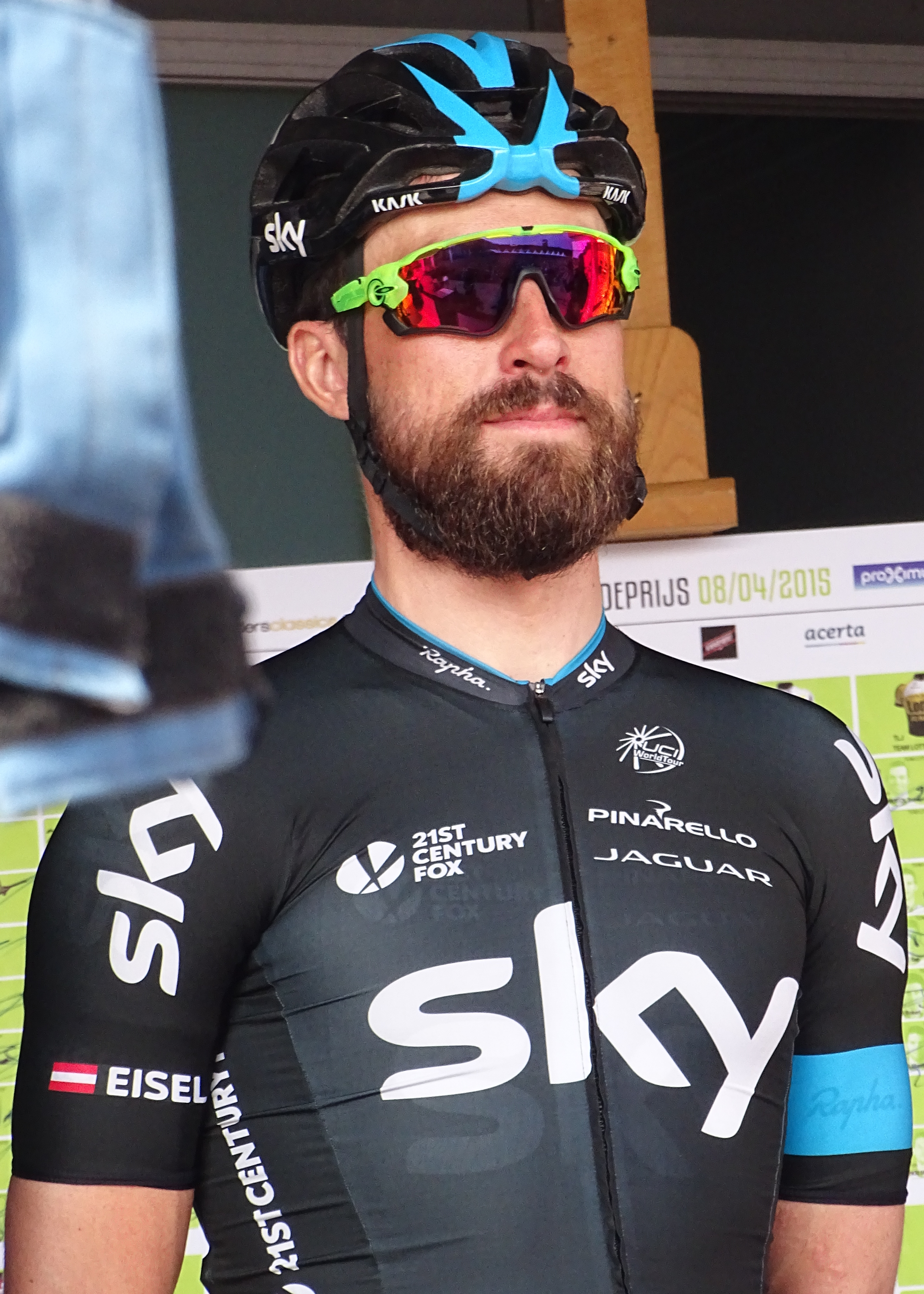
Bernhard Eisel.
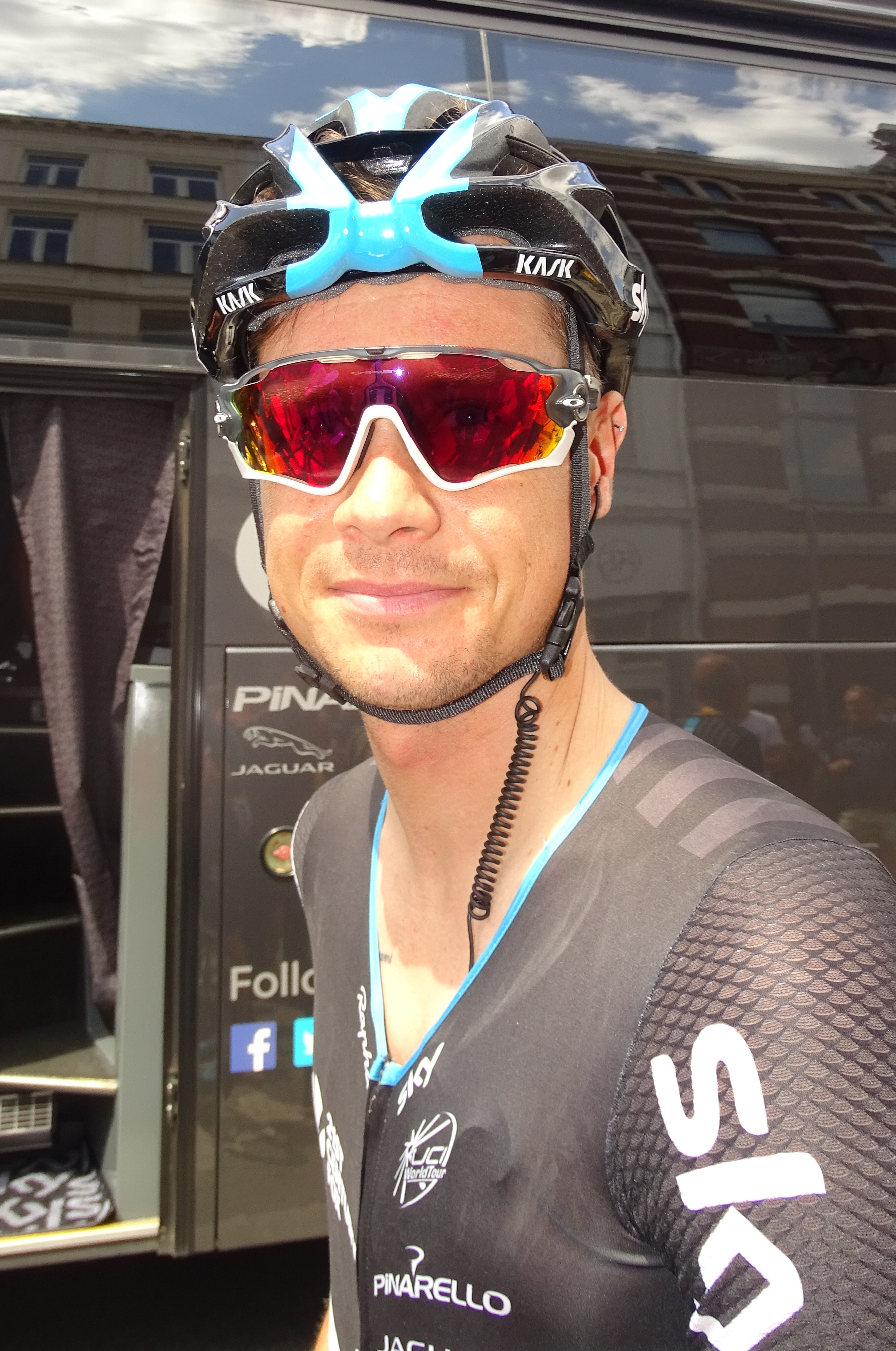
Nicolas Roche.
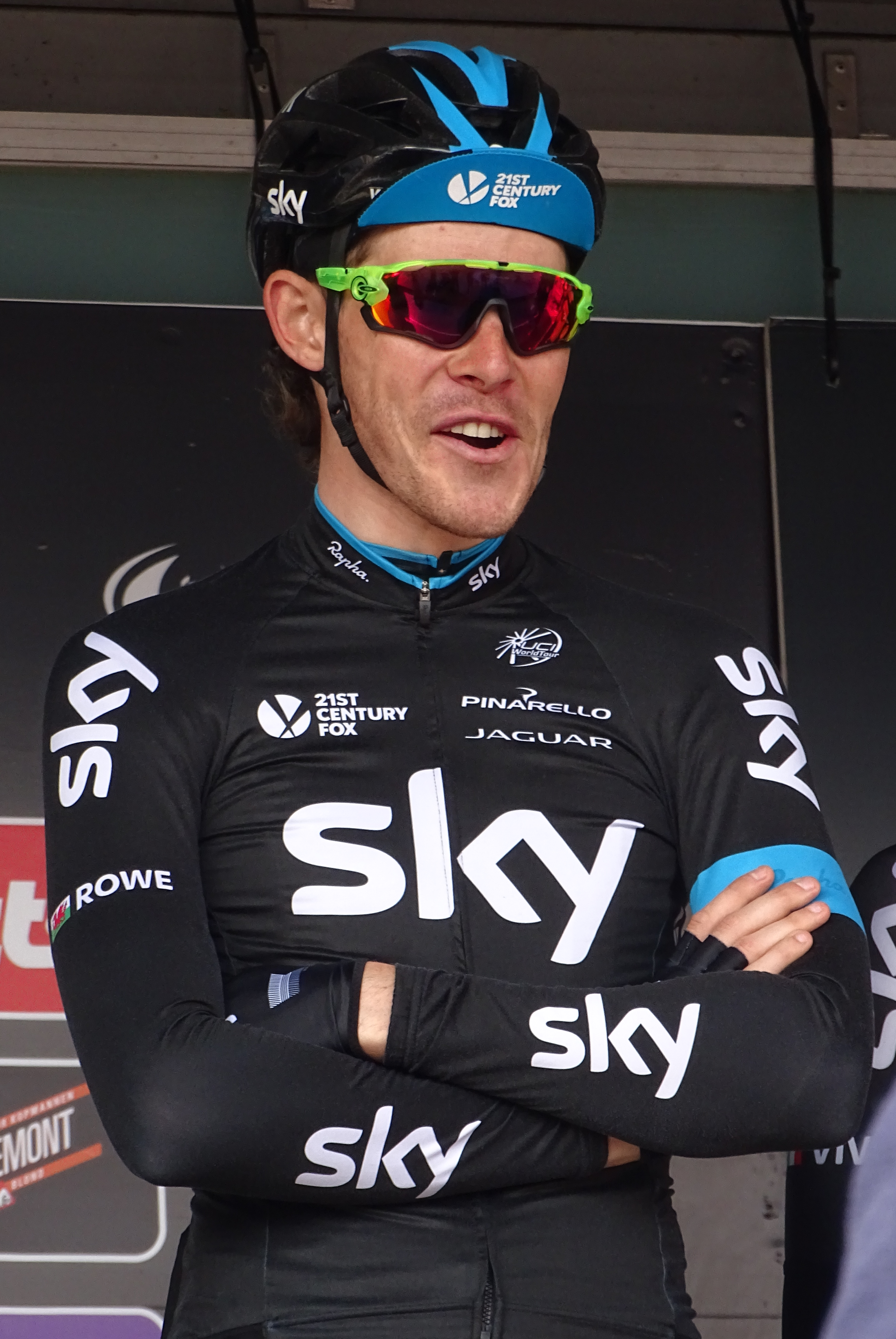
Luke Rowe.
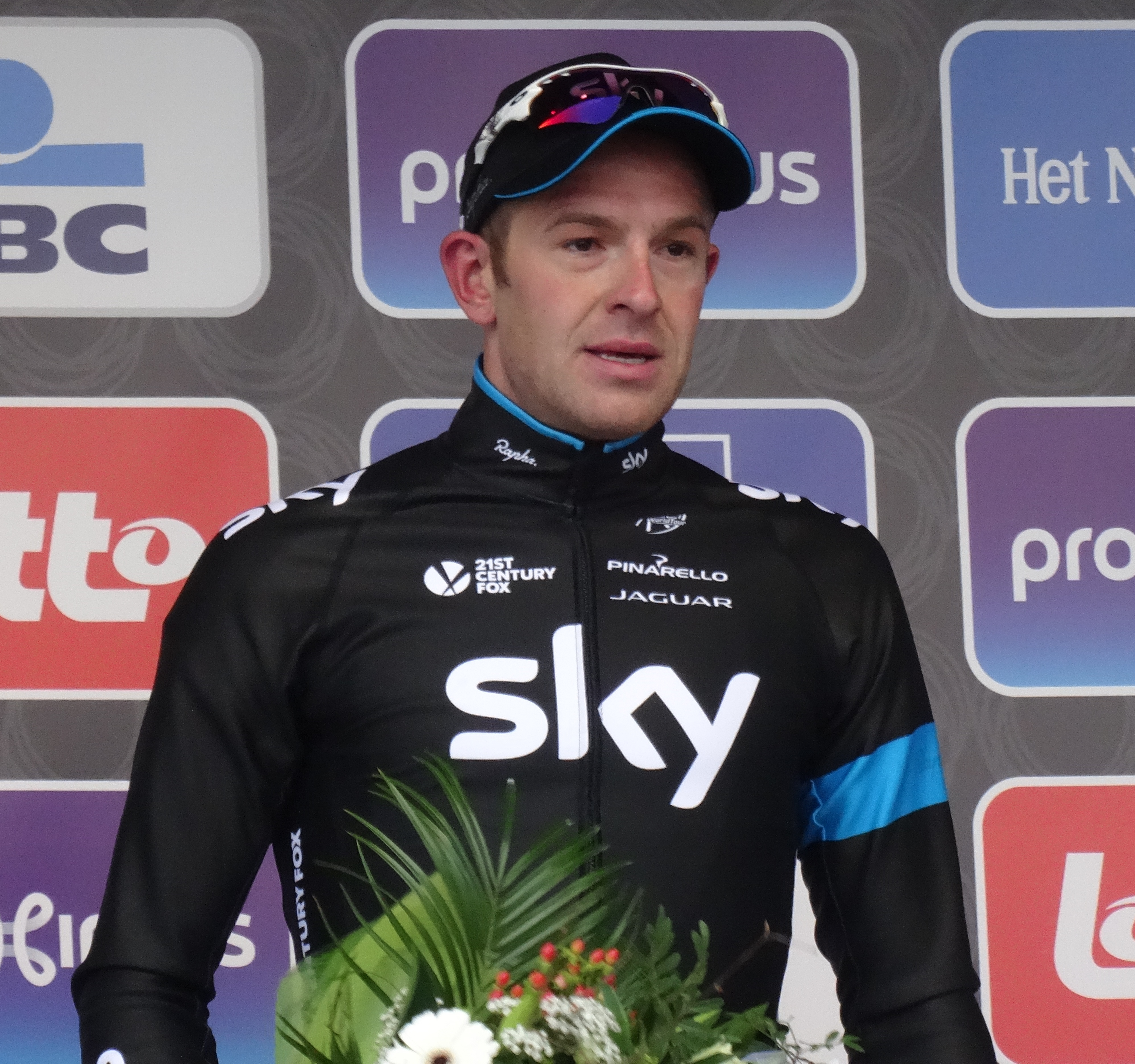
Ian Stannard.
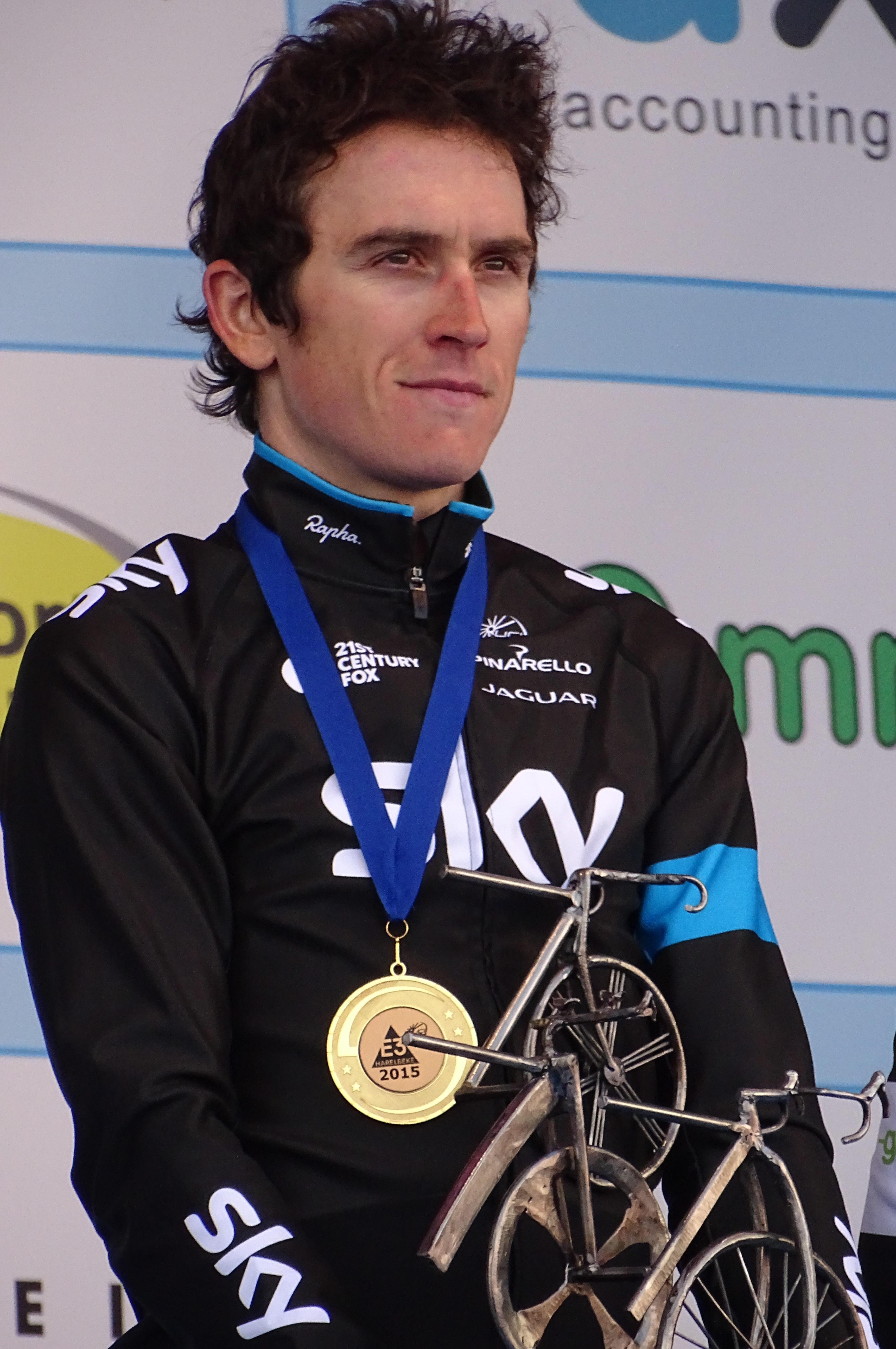
Geraint Thomas.
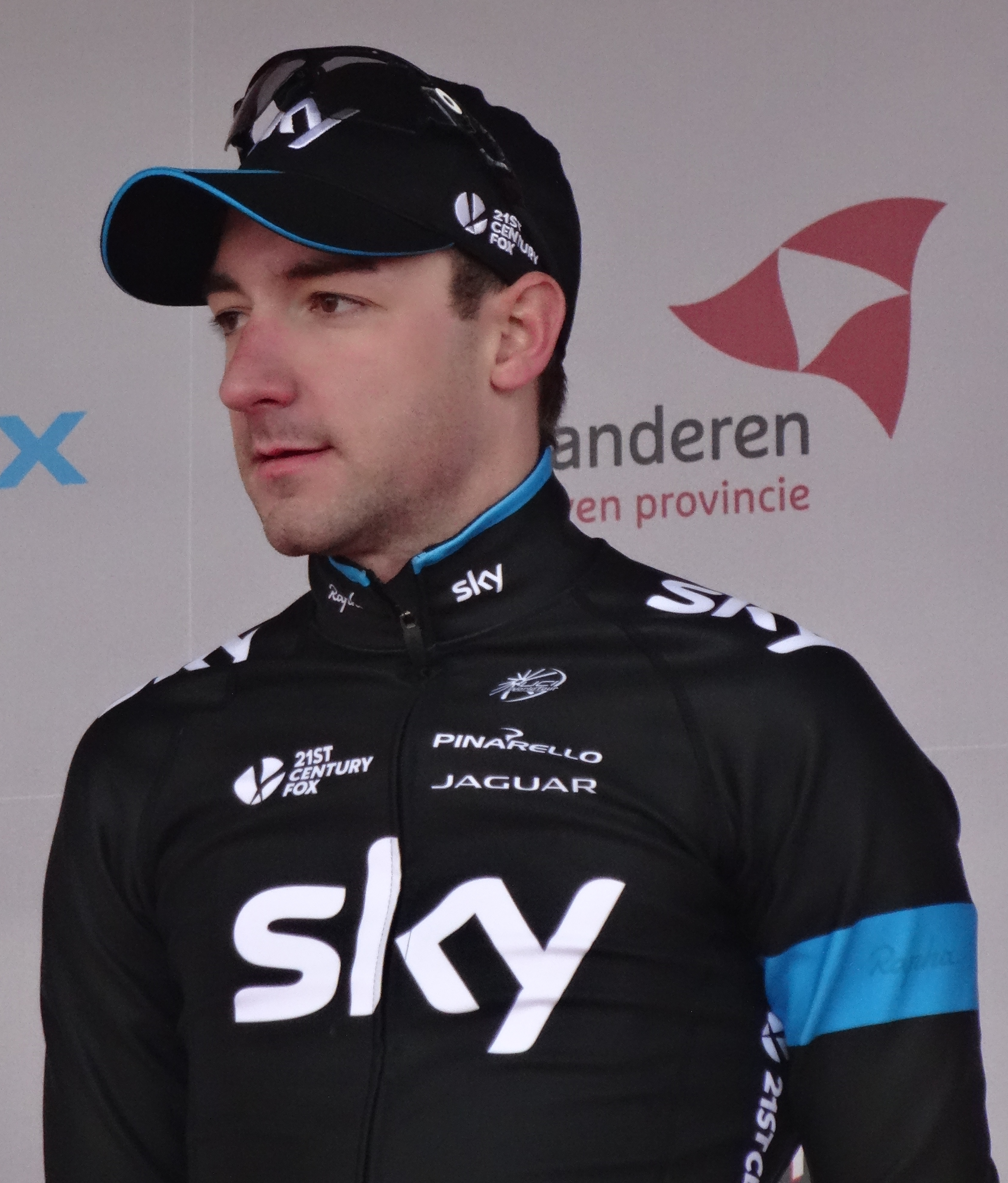
Elia Viviani.
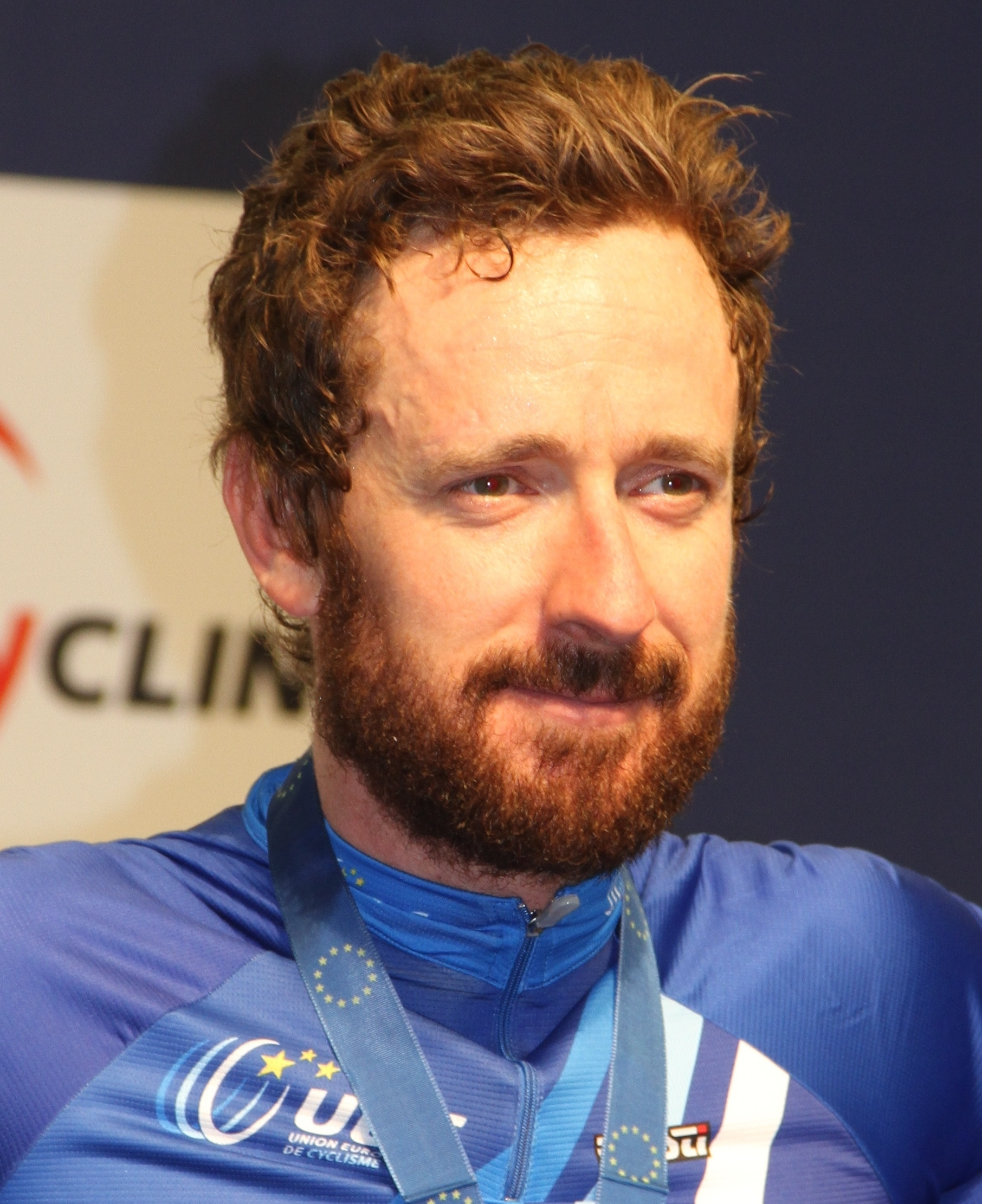
Bradley Wiggins.

## Bilan de la saison

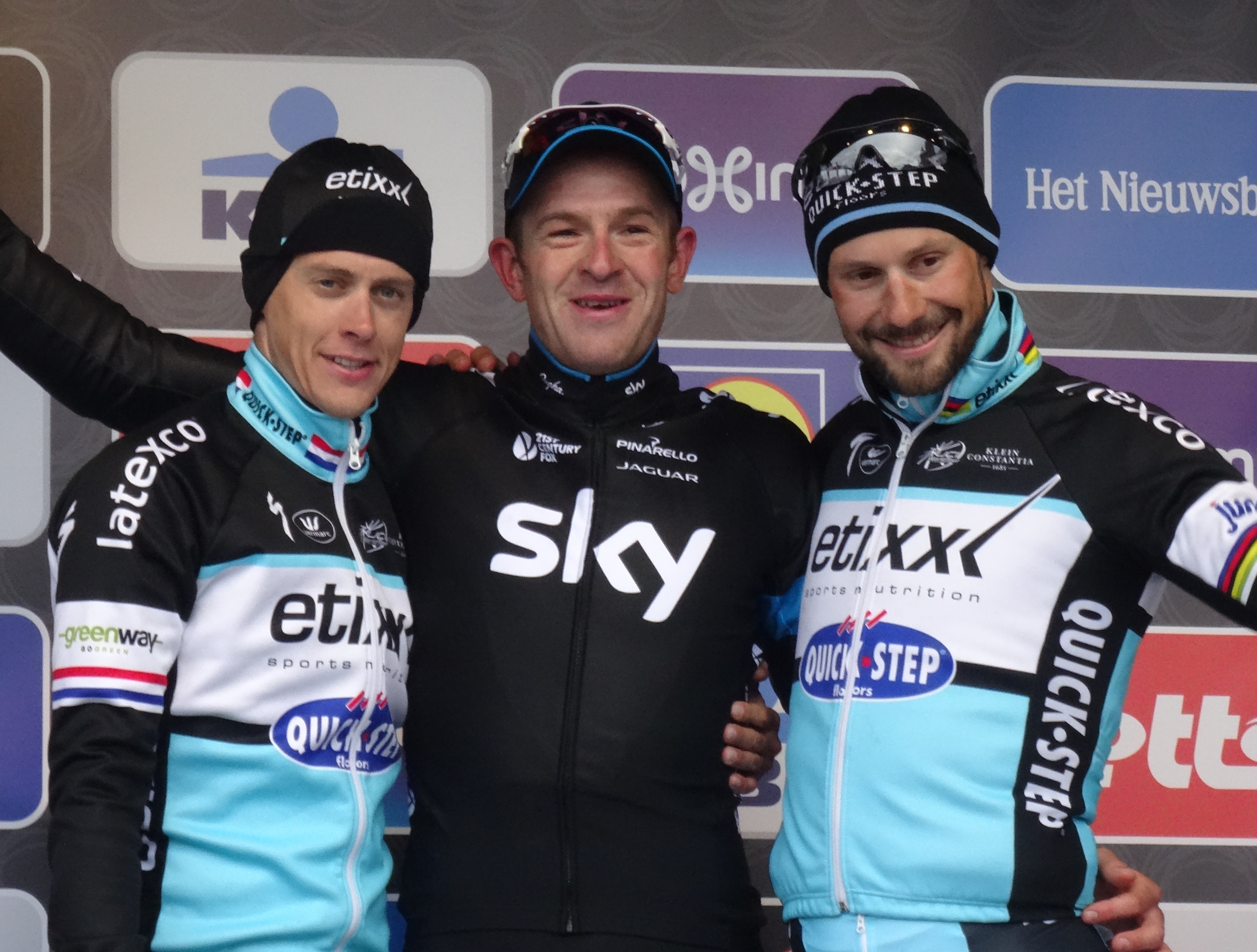
Podium de l'édition 2015 du Circuit Het Nieuwsblad : Niki Terpstra (2e), Ian Stannard (1er) et Tom Boonen (3e).

### Victoires

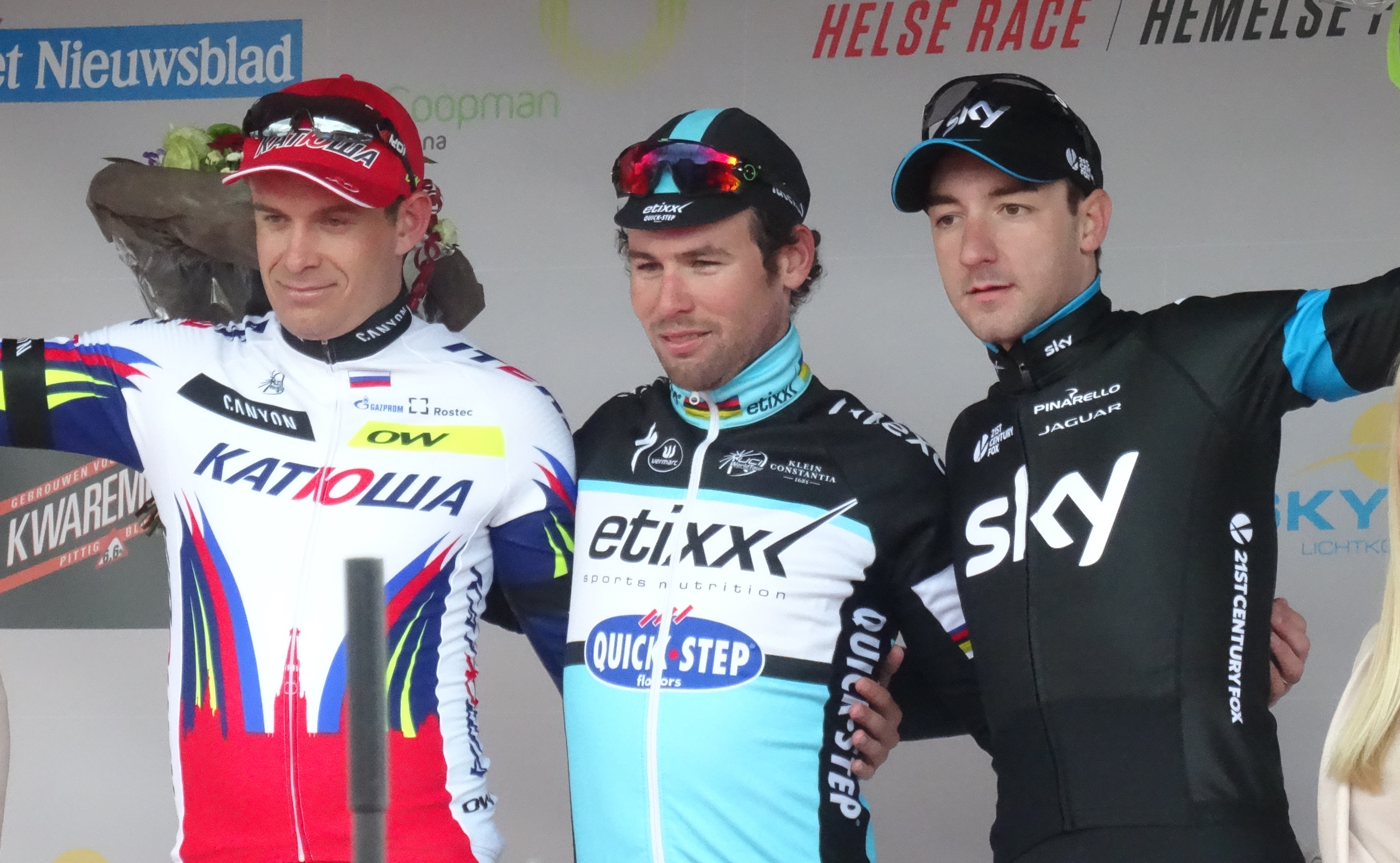
Podium de l'édition 2015 de Kuurne-Bruxelles-Kuurne : Alexander Kristoff (2e), Mark Cavendish (1er) et Elia Viviani (3e).

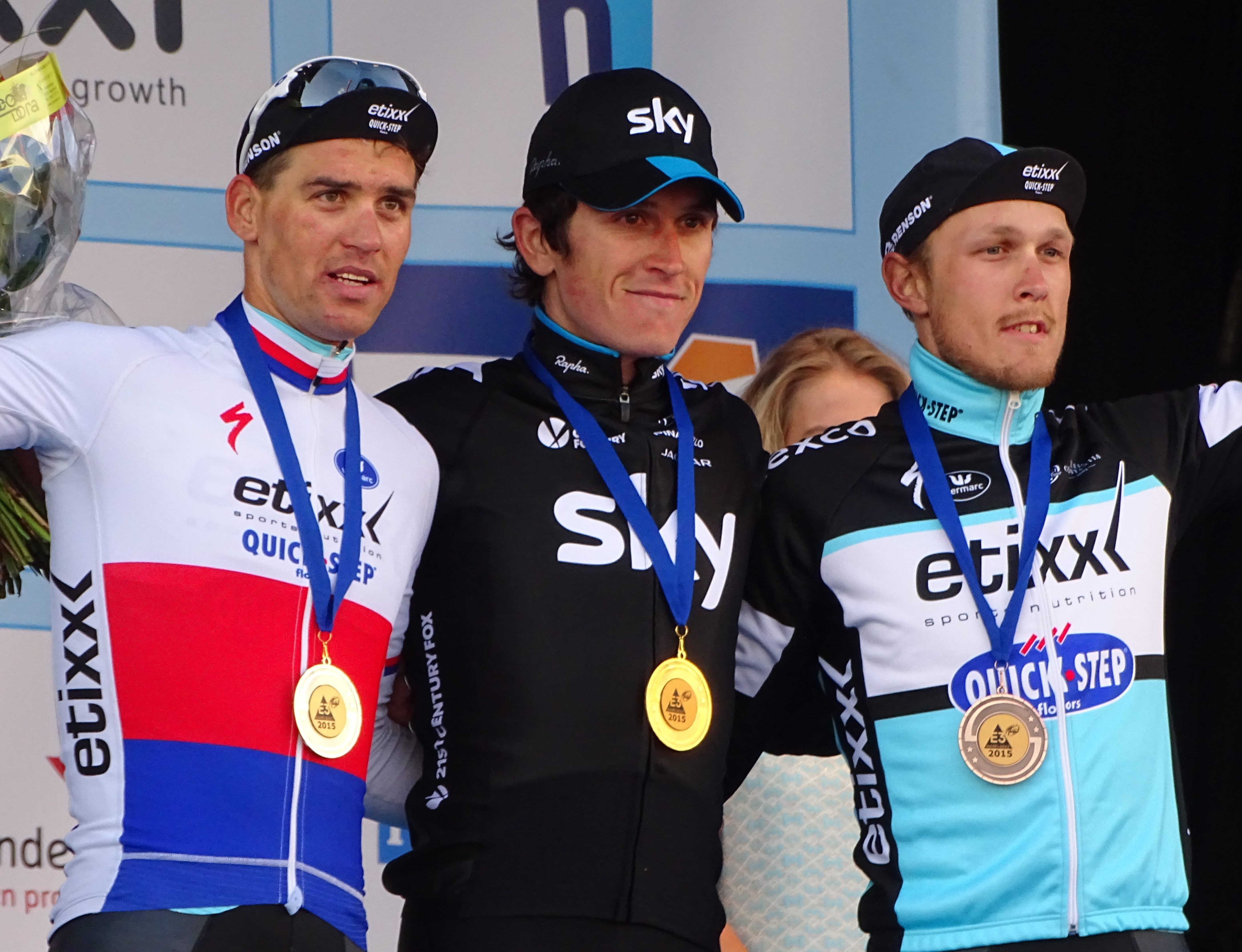
Podium de l'édition 2015 du Grand Prix E3 : Zdeněk Štybar (2e), Geraint Thomas (1er) et Matteo Trentin (3e).

| Date       | Course                                                 | Pays                | Classe | Vainqueur            |
| ---------- | ------------------------------------------------------ | ------------------- | ------ | -------------------- |
| 08/01/2015 | Championnat d'Australie du contre-la-montre            | Australie           | CN     | Richie Porte         |
| 24/01/2015 | 5e étape du Tour Down Under                            | Australie           | WT     | Richie Porte         |
| 05/02/2015 | 2e étape du Dubaï Tour                                 | Émirats arabes unis | 2.HC   | Elia Viviani         |
| 19/02/2015 | 2e étape du Tour de l'Algarve                          | Portugal            | 2.1    | Geraint Thomas       |
| 21/02/2015 | 4e étape du Tour d'Andalousie                          | Espagne             | 2.1    | Christopher Froome   |
| 21/02/2015 | 4e étape du Tour de l'Algarve                          | Portugal            | 2.1    | Richie Porte         |
| 22/02/2015 | Classement général du Tour d'Andalousie                | Espagne             | 2.1    | Christopher Froome   |
| 22/02/2015 | Classement général du Tour de l'Algarve                | Portugal            | 2.1    | Geraint Thomas       |
| 28/02/2015 | Circuit Het Nieuwsblad                                 | Belgique            | 1.HC   | Ian Stannard         |
| 12/03/2015 | 4e étape de Paris-Nice                                 | France              | WT     | Richie Porte         |
| 14/03/2015 | 4e étape de Tirreno-Adriatico                          | Italie              | WT     | Wout Poels           |
| 15/03/2015 | 7e étape de Paris-Nice                                 | France              | WT     | Richie Porte         |
| 15/03/2015 | Classement général de Paris-Nice                       | France              | WT     | Richie Porte         |
| 27/03/2015 | 2e étape de la Semaine internationale Coppi et Bartali | Italie              | 2.1    | Ben Swift            |
| 27/03/2015 | Grand Prix E3                                          | Belgique            | WT     | Geraint Thomas       |
| 29/03/2015 | Classement général du Tour de Catalogne                | Espagne             | WT     | Richie Porte         |
| 02/04/2015 | 3eb étape des Trois Jours de La Panne                  | Belgique            | 2.HC   | Bradley Wiggins      |
| 22/04/2015 | 2e étape du Tour du Trentin                            | Italie              | 2.HC   | Richie Porte         |
| 24/04/2015 | Classement général du Tour du Trentin                  | Italie              | 2.HC   | Richie Porte         |
| 28/04/2015 | 1re étape du Tour de Romandie                          | Suisse              | WT     | Sky                  |
| 01/05/2015 | 1re étape du Tour de Yorkshire                         | Royaume-Uni         | 2.1    | Lars Petter Nordhaug |
| 03/05/2015 | Classement général du Tour de Yorkshire                | Royaume-Uni         | 2.1    | Lars Petter Nordhaug |
| 10/05/2015 | 2e étape du Tour d'Italie                              | Italie              | WT     | Elia Viviani         |
| 23/05/2015 | 14e étape du Tour d'Italie                             | Italie              | WT     | Vasil Kiryienka      |
| 07/06/2015 | 1re étape du Critérium du Dauphiné                     | France              | WT     | Peter Kennaugh       |
| 13/06/2015 | 7e étape du Critérium du Dauphiné                      | France              | WT     | Christopher Froome   |
| 14/06/2015 | 8e étape du Critérium du Dauphiné                      | France              | WT     | Christopher Froome   |
| 14/06/2015 | Classement général du Critérium du Dauphiné            | France              | WT     | Christopher Froome   |
| 26/06/2015 | Championnat de Biélorussie du contre-la-montre         | Biélorussie         | CN     | Vasil Kiryienka      |
| 28/06/2015 | Championnat de Grande-Bretagne sur route               | Royaume-Uni         | CN     | Peter Kennaugh       |
| 14/07/2015 | 10e étape du Tour de France                            | France              | WT     | Christopher Froome   |
| 26/07/2015 | Classement général du Tour de France                   | France              | WT     | Christopher Froome   |
| 07/08/2015 | 6e étape du Tour de Pologne                            | Pologne             | WT     | Sergio Henao         |
| 10/08/2015 | 1re étape de l'Eneco Tour                              | Pays-Bas            | WT     | Elia Viviani         |
| 06/09/2015 | 1re étape du Tour de Grande-Bretagne                   | Royaume-Uni         | 2.HC   | Elia Viviani         |
| 08/09/2015 | 3e étape du Tour de Grande-Bretagne                    | Royaume-Uni         | 2.HC   | Elia Viviani         |
| 10/09/2015 | 5e étape du Tour de Grande-Bretagne                    | Royaume-Uni         | 2.HC   | Wouter Poels         |
| 10/09/2015 | 18e étape du Tour d'Espagne                            | Espagne             | WT     | Nicolas Roche        |
| 09/10/2015 | 2e étape du Tour d'Abou Dabi                           | Émirats arabes unis | 2.1    | Elia Viviani         |
| 11/10/2015 | 4e étape du Tour d'Abou Dabi                           | Émirats arabes unis | 2.1    | Elia Viviani         |

### Résultats sur les courses majeures
Les tableaux suivants représentent les résultats de l'équipe dans les principales courses du calendrier international (les cinq classiques majeures et les trois grands tours). Pour chaque épreuve est indiqué le meilleur coureur de l'équipe, son classement ainsi que les accessits glanés par Sky sur les courses de trois semaines.

#### Classiques
| Classique            | Milan-San Remo  | Tour des Flandres    | Paris-Roubaix  | Liège-Bastogne-Liège | Tour de Lombardie |
| -------------------- | --------------- | -------------------- | -------------- | -------------------- | ----------------- |
| Coureur (classement) | Ben Swift (13e) | Geraint Thomas (14e) | Luke Rowe (8e) | Sergio Henao (7e)    | Mikel Nieve (6e)  |

#### Grands tours
| Grand tour           | Tour d'Italie                                          | Tour de France                                                              | Tour d'Espagne                     |
| -------------------- | ------------------------------------------------------ | --------------------------------------------------------------------------- | ---------------------------------- |
| Coureur (classement) | Leopold König (6e)                                     | Christopher Froome (1er)                                                    | Mikel Nieve (8e)                   |
| Accessits            | 2 victoires d'étapes (Elia Viviani et Vasil Kiryienka) | 1 victoire d'étape (Christopher Froome) Maillot à pois (Christopher Froome) | 1 victoire d'étape (Nicolas Roche) |

### Classement UCI
| Rang | Coureur            | Points |
| ---- | ------------------ | ------ |
| 6    | Christopher Froome | 430    |
| 11   | Richie Porte       | 314    |
| 14   | Geraint Thomas     | 283    |
| 32   | Sergio Henao       | 167    |
| 44   | Mikel Nieve        | 104    |
| 60   | Leopold Konig      | 70     |
| 83   | Wout Poels         | 46     |
| 108  | Elia Viviani       | 28     |
| 113  | Nicolas Roche      | 26     |
| 114  | Vasil Kiryienka    | 24     |
| 121  | Luke Rowe          | 20     |
| 155  | Salvatore Puccio   | 8      |
| 162  | Peter Kennaugh     | 6      |
| 177  | Ian Boswell        | 4      |